# Associazione Sportiva Roma 1968-1969
Questa voce raccoglie le informazioni riguardanti l'Associazione Sportiva Roma nelle competizioni ufficiali della stagione 1968-1969.

## Stagione
La stagione 1968-69 segna l'arrivo in giallorosso del tecnico Helenio Herrera, allenatore dell'Inter di Angelo Moratti. Accolto con entusiasmo dalla tifoseria speranzosa di veder trasformata la Roma, in realtà il famoso mago, nella capitale, non riesce a portare la stessa magìa che aveva fatto volare i nerazzurri sul tetto del mondo. A causa di scuotimenti nei vertici giallorossi - la società infatti passa da Franco Evangelisti a Francesco Ranucci prima e ad Alvaro Marchini poi - il nuovo allenatore non trova i favori del nuovo presidente; inoltre Herrera ha tra le mani una formazione carica sì di giovani promesse, ma certamente nettamente inferiore rispetto a quella che aveva allenato a Milano. Le novità portate da Herrera sono le famose maglie bianche con le quali la Roma, come era accaduto all'Inter, gioca sia in casa che in trasferta, e l'arrivo di diversi giocatori fedeli all'allenatore, provenienti dalla formazione nerazzurra: la coppia difensiva formata da Santarini e Bet. L'attacco giallorosso è affidato a Giuliano Taccola, attaccante venticinquenne che nella stagione precedente si era messo in luce segnando dieci gol e diventando il capocannoniere della squadra.
Proprio questo giocatore è protagonista di una delle tragedie più toccanti della storia della Roma. Il 16 marzo del 1969, al termine della partita di ritorno contro il Cagliari fuori casa, Taccola, che aveva già segnato 7 reti in 12 gare di campionato, viene colto da un malore all'interno degli spogliatoi e nel giro di pochi minuti entra in coma e muore improvvisamente. Le cause della morte di Taccola sono misteriose, il ragazzo nel corso della stagione ha sofferto di continue febbri, causate da un'infezione della quale i medici non hanno saputo dare alcuna spiegazione chiara. Nonostante il precario stato di salute del giocatore, l'allenatore ha continuato a utilizzarlo poiché si è dimostrato l'unico in grado di cambiare le sorti del gioco sterile della squadra giallorossa che finisce la stagione con un grigio ottavo posto in classifica. Superato il trauma per la morte di Taccola, che si fa sentire anche sul campo con una serie di risultati negativi, la Roma trova la forza per vincere la sua seconda Coppa Italia.

## Divise
La divisa primaria nel girone di andata è costituita da maglia rossa con colletto a polo giallo, pantaloncini bianchi, calze rosse bordate di giallo, nel girone di ritorno invece la maglia è bianca bordata di giallorosso, così come nei pantaloncini e calzettoni; in trasferta viene usata una maglia bianca con colletto a polo e con una banda giallorossa obliqua, pantaloncini bianchi e calzettoni bianchi bordati di giallorosso, mentre nel girone di ritorno viene usata una maglia rossa bordata di giallo, pantaloncini bianchi, calzettoni rossi bordati di giallo. I portieri usano una maglia nera bordata di giallorosso abbinata a calzoncini neri e calzettoni rossi bordati di giallo.
| Casa (girone di andata) | Casa (girone di ritorno) | Trasferta (girone di andata) | Trasferta (girone di ritorno) | Portiere |

## Organigramma societario
Di seguito l'organigramma societario.
Area direttiva
- Presidente: Francesco Ranucci, poi da dicembre Alvaro Marchini
- Segretario: Vincenzo Biancone

Area tecnica
- Allenatore: Helenio Herrera

Area sanitaria
- Medici sociali: Gatello Di Martino
- Massaggiatori: Roberto Minaccioni

## Rosa
Di seguito la rosa.
| N. |                   | Ruolo | Calciatore             |
| -- | ----------------- | ----- | ---------------------- |
|    | Italia (bandiera) | P     | Alberto Ginulfi        |
|    | Italia (bandiera) | P     | Pier Luigi Pizzaballa  |
|    | Italia (bandiera) | D     | Aldo Bet               |
|    | Italia (bandiera) | D     | Francesco Cappelli     |
|    | Italia (bandiera) | D     | Francesco Carpenetti   |
|    | Italia (bandiera) | D     | Giacomo Losi           |
|    | Italia (bandiera) | D     | Sergio Santarini       |
|    | Italia (bandiera) | D     | Francesco Scaratti     |
|    | Italia (bandiera) | D     | Paolo Sirena           |
|    | Italia (bandiera) | D     | Luciano Spinosi        |
|    | Perù (bandiera)   | C     | Víctor Morales Benítez |
|    | Italia (bandiera) | C     | Fabio Capello          |

| N. |                   | Ruolo | Calciatore               |
| -- | ----------------- | ----- | ------------------------ |
|    | Italia (bandiera) | C     | Franco Cordova           |
|    | Italia (bandiera) | C     | Vito D'Amato             |
|    | Italia (bandiera) | C     | Sergio Ferrari           |
|    | Italia (bandiera) | C     | Luciano Giudo            |
|    | Italia (bandiera) | C     | Bruno Nobili             |
|    | Italia (bandiera) | C     | Elvio Salvori            |
|    | Italia (bandiera) | A     | Lucio Bertogna           |
|    | Italia (bandiera) | A     | Fausto Landini           |
|    | Italia (bandiera) | A     | Angelo Orazi             |
|    | Spagna (bandiera) | A     | Joaquín Peiró (capitano) |
|    | Italia (bandiera) | A     | Giuliano Taccola †       |

## Calciomercato
Di seguito il calciomercato.
| Acquisti | Acquisti               | Acquisti   | Acquisti   |
| R.       | Nome                   | da         | Modalità   |
| -------- | ---------------------- | ---------- | ---------- |
| D        | Aldo Bet               | Inter      | definitivo |
| D        | Sergio Santarini       | Inter      | definitivo |
| D        | Víctor Morales Benítez | Inter      | definitivo |
| D        | Vito D'Amato           | Inter      | definitivo |
| C        | Elvio Salvori          | Atalanta   | definitivo |
| C        | Lucio Bertogna         | Fiorentina | definitivo |

| Cessioni | Cessioni           | Cessioni | Cessioni      |
| R.       | Nome               | a        | Modalità      |
| -------- | ------------------ | -------- | ------------- |
| D        | Giancarlo Carloni  | Ternana  | definitivo    |
| D        | Enzo Robotti       | -        | fine carriera |
| C        | Giampiero Imperi   | Catania  | fine prestito |
| C        | Luigi Ossola       | Mantova  | definitivo    |
| C        | Ambrogio Pelagalli | Atalanta | definitivo    |
| A        | Jair da Costa      | Inter    | fine prestito |
| A        | Fabio Enzo         | Mantova  | prestito      |

## Risultati

### Serie A

#### Girone di andata
| Arbitro: | Angonese (Mestre) |

|            |           |                           |
| Taccola 1’ | Marcatori | 59’ Amarildo 86’ Maraschi |

| Arbitro: | De Marchi (Pordenone) |

|             |           |                         |
| Piaceri 12’ | Marcatori | 28’ Taccola 31’ Salvori |

| Arbitro: | Carminati (Milano) |

|               |           |                       |
| Santarini 88’ | Marcatori | 33’ (rig.) Bercellino |

| Napoli 27 ottobre 1968, ore 14:30 4ª giornata | Napoli         | 0 – 0 referto | Roma | Stadio San Paolo (circa 65.000 spett.)\| Arbitro: \| Monti (Ancona) \| |
| Arbitro:                                      | Monti (Ancona) |               |      |                                                                        |

| Arbitro: | Giunti (Arezzo) |

|            |           |  |
| Sirena 33’ | Marcatori |  |

| Arbitro: | Monti (Ancona) |

|                                          |           |                  |
| Facchetti 45’ Bertini 55’ Domenghini 69’ | Marcatori | 2’ (aut.) Suárez |

| Arbitro: | Carminati (Milano) |

|             |           |                                |
| Taccola 73’ | Marcatori | 2’, 23’ Brugnera 57’, 85’ Riva |

| Arbitro: | Motta (Monza) |

|                       |           |  |
| Traspedini 5’ Bui 12’ | Marcatori |  |

| Arbitro: | Francescon (Padova) |

|                          |           |             |
| Taccola 33’ Scaratti 67’ | Marcatori | 43’ Savoldi |

| Arbitro: | De Robbio (Torre Annunziata) |

|             |           |                         |
| Gallina 50’ | Marcatori | 36’ Taccola 42’ Cordova |

| Arbitro: | Lo Bello (Siracusa) |

|             |           |             |
| Taccola 62’ | Marcatori | 38’ Sormani |

| Arbitro: | Gonella (Asti) |

|                        |           |             |
| Golin 29’ Leonardi 87’ | Marcatori | 90’ Taccola |

| Arbitro: | Torelli (Milano) |

|                            |           |             |
| Capello 44’ Carpenetti 69’ | Marcatori | 59’ Ferrari |

| Bergamo 19 gennaio 1969, ore 14:30 14ª giornata | Atalanta          | 0 – 2 (A tavolino) referto | Roma | Stadio Comunale (circa 17.000 spett.)\| Arbitro: \| Toselli (Cormons) \| |
| Arbitro:                                        | Toselli (Cormons) |                            |      |                                                                          |

| Arbitro: | Angonese (Mestre) |

|           |           |                             |
| Peiró 88’ | Marcatori | 26’, 80’ Combin 50’ Carelli |

#### Girone di ritorno
| Firenze 2 febbraio 1969, ore 15:00 16ª giornata | Fiorentina          | 0 – 0 referto | Roma | Stadio Comunale (circa 30.000 spett.)\| Arbitro: \| Francescon (Padova) \| |
| Arbitro:                                        | Francescon (Padova) |               |      |                                                                            |

| Arbitro: | Genel (Trieste) |

|                         |           |  |
| Spinosi 12’ Landini 40’ | Marcatori |  |

| Arbitro: | De Marchi (Pordenone) |

|                            |           |                       |
| Anastasi 25’ Salvadore 70’ | Marcatori | 54’ Capello 87’ Peiró |

| Roma 23 febbraio 1969, ore 15:00 19ª giornata | Roma                | 0 – 0 referto | Napoli | Stadio Olimpico di Roma (circa 80.000 spett.)\| Arbitro: \| Lo Bello (Siracusa) \| |
| Arbitro:                                      | Lo Bello (Siracusa) |               |        |                                                                                    |

| Genova 2 marzo 1969, ore 15:00 20ª giornata | Sampdoria      | 0 – 0 referto | Roma | Stadio Luigi Ferraris (8.505 spett.)\| Arbitro: \| Monti (Ancona) \| |
| Arbitro:                                    | Monti (Ancona) |               |      |                                                                      |

| Arbitro: | De Robbio (Torre Annunziata) |

|  |           |                                                |
|  | Marcatori | 29’ Bertini 31’ Facchetti 49’ (aut.) Santarini |

| Cagliari 16 marzo 1969, ore 15:00 22ª giornata | Cagliari            | 0 – 0 referto | Roma | Stadio Amsicora (circa 25.000 spett.)\| Arbitro: \| Francescon (Padova) \| |
| Arbitro:                                       | Francescon (Padova) |               |      |                                                                            |

| Arbitro: | Picasso (Chiavari) |

|           |           |                  |
| Peiró 77’ | Marcatori | 11’, 73’ Vanello |

| Bologna 6 aprile 1969, ore 15:30 24ª giornata | Bologna           | 0 – 0 referto | Roma | Stadio Comunale (circa 12.000 spett.)\| Arbitro: \| Toselli (Cormons) \| |
| Arbitro:                                      | Toselli (Cormons) |               |      |                                                                          |

| Arbitro: | De Robbio (Torre Annunziata) |

|                                              |           |                  |
| Landini 6’, 79’ Cordova 16’ Capello 34’, 53’ | Marcatori | 55’, 81’ Ciccolo |

| Arbitro: | Monti (Ancona) |

|             |           |  |
| Petrini 57’ | Marcatori |  |

| Roma 27 aprile 1969, ore 16:00 27ª giornata | Roma            | 0 – 0 referto | Varese | Stadio Olimpico di Roma (circa spett.)\| Arbitro: \| Genel (Trieste) \| |
| Arbitro:                                    | Genel (Trieste) |               |        |                                                                         |

| Arbitro: | Mascali (Desenzano del Garda) |

|  |           |                              |
|  | Marcatori | 57’ Cordova 85’, 88’ D'Amato |

| Arbitro: | Gonella (Asti) |

|                                       |           |            |
| Capello 3’, 27’ Peiró 41’ Landini 77’ | Marcatori | 8’ Clerici |

| Arbitro: | Gussoni (Varese) |

|                 |           |  |
| Fossati 7’, 62’ | Marcatori |  |

### Coppa Italia

#### Primo turno - Gruppo 6
| Arbitro: | Carminati (Milano) |

|            |           |  |
| Ferrari 9’ | Marcatori |  |

| Ferrara 15 settembre 1968, ore 17:00 2ª giornata | SPAL              | 0 – 0 referto | Roma | Stadio Comunale (circa 9.300 spett.)\| Arbitro: \| Toselli (Cormons) \| |
| Arbitro:                                         | Toselli (Cormons) |               |      |                                                                         |

| Arbitro: | Lo Bello (Siracusa) |

|  |           |                                          |
|  | Marcatori | 34’ (rig.), 52’ (rig.) Peiró 82’ Cordova |

#### Quarti di finale
| Arbitro: | Genel (Trieste) |

|           |           |  |
| Volpi 79’ | Marcatori |  |

| Arbitro: | Michelotti (Parma) |

|                                     |           |  |
| Capello 1’ Cordova 69’ Scaratti 84’ | Marcatori |  |

#### Gruppo finale
| Arbitro: | Carminati (Milano) |

|            |           |             |
| Landini 6’ | Marcatori | 67’ Longoni |

| Arbitro: | De Marchi (Pordenone) |

|                                   |           |  |
| Landini 11’ Capello 27’ Peiró 43’ | Marcatori |  |

| Arbitro: | Francescon (Padova) |

|                               |           |                          |
| Poletti 1’ (rig.), 84’ (rig.) | Marcatori | 12’ Scaratti 46’ D'Amato |

| Arbitro: | Barbaresco (Cormons) |

|          |           |                |
| Riva 44’ | Marcatori | 10’, 36’ Peiró |

| Roma 25 giugno 1969 1969, ore 20:45 5ª giornata | Roma            | 0 – 0 referto | Torino | Stadio Olimpico di Roma (circa 50.000 spett.)\| Arbitro: \| Genel (Trieste) \| |
| Arbitro:                                        | Genel (Trieste) |               |        |                                                                                |

| Arbitro: | Angonese (Mestre) |

|              |           |                            |
| Saltutti 74’ | Marcatori | 14’, 47’ Capello 58’ Peiró |

## Statistiche

### Statistiche di squadra
Di seguito le statistiche di squadra.
| Competizione | Punti | In casa | In casa | In casa | In casa | In casa | In casa | In trasferta | In trasferta | In trasferta | In trasferta | In trasferta | In trasferta | Totale | Totale | Totale | Totale | Totale | Totale | DR  |
| Competizione | Punti | G       | V       | N       | P       | Gf      | Gs      | G            | V            | N            | P            | Gf           | Gs           | G      | V      | N      | P      | Gf     | Gs     | DR  |
| ------------ | ----- | ------- | ------- | ------- | ------- | ------- | ------- | ------------ | ------------ | ------------ | ------------ | ------------ | ------------ | ------ | ------ | ------ | ------ | ------ | ------ | --- |
| Serie A      | 30    | 15      | 6       | 4       | 5       | 22      | 21      | 15           | 4            | 6            | 5            | 13           | 14           | 30     | 10     | 10     | 10     | 35     | 35     | 0   |
| Coppa Italia |       | 5       | 3       | 2       | 0       | 8       | 1       | 6            | 3            | 2            | 1            | 10           | 5            | 11     | 6      | 4      | 1      | 18     | 6      | +12 |
| Totale       | -     | 20      | 9       | 6       | 5       | 30      | 22      | 21           | 7            | 8            | 6            | 23           | 19           | 41     | 16     | 14     | 11     | 53     | 41     | +12 |

### Andamento in campionato
| Giornata  | 1  | 2 | 3 | 4 | 5 | 6 | 7 | 8  | 9 | 10 | 11 | 12 | 13 | 14 | 15 | 16 | 17 | 18 | 19 | 20 | 21 | 22 | 23 | 24 | 25 | 26 | 27 | 28 | 29 | 30 |
| --------- | -- | - | - | - | - | - | - | -- | - | -- | -- | -- | -- | -- | -- | -- | -- | -- | -- | -- | -- | -- | -- | -- | -- | -- | -- | -- | -- | -- |
| Luogo     | C  | T | C | T | C | T | C | T  | C | T  | C  | T  | C  | T  | C  | T  | C  | T  | C  | T  | C  | T  | C  | T  | C  | T  | C  | T  | C  | T  |
| Risultato | P  | V | N | N | V | P | P | P  | V | V  | N  | P  | V  | V  | P  | N  | V  | N  | N  | N  | P  | N  | P  | N  | V  | P  | N  | V  | V  | P  |
| Posizione | 11 | 6 | 6 | 7 | 4 | 9 | 9 | 10 | 9 | 6  | 6  | 9  | 6  | 5  | 6  | 6  | 6  | 6  | 6  | 6  | 7  | 7  | 9  | 9  | 7  | 8  | 8  | 8  | 7  | 8  |

Legenda:

Luogo: C = Casa; T = Trasferta. Risultato: V = Vittoria; N = Pareggio; P = Sconfitta.

### Statistiche dei giocatori
Desunte dai tabellini del Corriere dello Sport, de La Stampa e de L'Unità.
| Giocatore        | Serie A  | Serie A | Coppa Italia | Coppa Italia | Totale   | Totale |
| Giocatore        | Presenze | Reti    | Presenze     | Reti         | Presenze | Reti   |
| ---------------- | -------- | ------- | ------------ | ------------ | -------- | ------ |
| V. Benítez       | 4        | 0       | 1            | 0            | 5        | 0      |
| L. Bertogna      | 3        | 0       | 1            | 0            | 4        | 0      |
| A. Bet           | 12       | 0       | 9            | 0            | 21       | 0      |
| F. Capello       | 25       | 6       | 8            | 4            | 33       | 10     |
| F. Cappelli      | 13       | 0       | 7            | 0            | 20       | 0      |
| F. Carpenetti    | 26       | 1       | 5            | 0            | 31       | 1      |
| F. Cordova       | 19       | 3       | 7            | 2            | 26       | 5      |
| V. D'Amato       | 19       | 2       | 8            | 1            | 27       | 3      |
| S. Ferrari       | 17       | 0       | 4            | 1            | 21       | 1      |
| A. Ginulfi       | 13       | -10     | 7            | -5           | 20       | -15    |
| L. Giudo         | 2        | 0       | 3            | 0            | 5        | 0      |
| F. Landini       | 20       | 4       | 4            | 2            | 24       | 6      |
| G. Losi          | 8        | 0       | 3            | 0            | 11       | 0      |
| B. Nobili        | 1        | 0       | 0            | 0            | 1        | 0      |
| A. Orazi         | 2        | 0       | 1            | 0            | 3        | 0      |
| J. Peiró         | 27       | 4       | 11           | 6            | 38       | 10     |
| P. L. Pizzaballa | 18       | -25     | 4            | -1           | 22       | -26    |
| E. Salvori       | 24       | 1       | 11           | 0            | 35       | 1      |
| S. Santarini     | 29       | 1       | 11           | 0            | 40       | 1      |
| F. Scaratti      | 18       | 1       | 10           | 2            | 28       | 3      |
| P. Sirena        | 21       | 1       | 8            | 0            | 29       | 1      |
| L. Spinosi       | 12       | 1       | 5            | 0            | 17       | 1      |
| G. Taccola       | 12       | 7       | 3            | 0            | 15       | 7      |

## Giovanili

### Piazzamenti
- Primavera: 
  - Campionato Primavera: ?

### Videografia
- Manuela Romano (a cura di), La storia della A.S. Roma (10 DVD-Video), Corriere dello Sport, Rai Trade, 2006.